# Plumieux
Plumieux é uma comuna francesa na região administrativa da Bretanha, no departamento Côtes-d'Armor. Estende-se por uma área de 39,27 km². Em 2010 a comuna tinha 1 049 habitantes (densidade: 26,7 hab./km²).